# ISO 3166-2:MP
ISO 3166-2:MP — стандарт Международной организации по стандартизации, который определяет геокоды. Является подмножеством стандарта ISO 3166-2, относящимся к Северным Марианским островам. Стандарт охватывает Северные Марианские острова. Геокод состоит из: кода Alpha2 по стандарту ISO 3166-1 для Северных Марианских островов — MP. Одновременно Северным Марианским островам присвоен геокод второго уровня — US-MP как неинкорпорированной организованной территории США. Геокод является подмножеством кода домена верхнего уровня — MP, присвоенного Северным Марианским островам в соответствии со стандартами ISO 3166-1.

## Геокоды Северных Марианских островов
| Название                    | Alpha2 | Alpha3 | цифровой | Геокод по ISO 3166-2 | Статус                                        |
| --------------------------- | ------ | ------ | -------- | -------------------- | --------------------------------------------- |
| Северные Марианские Острова | MP     | MNP    | 316      | US-MP                | неинкорпорированная организованная территория |